# Юрасов, Тимофей Юрьевич
Тимофей Юрьевич Юрасов (бел. Цімафей Юр’евіч Юрасаў; род. 25 февраля 2003, Минск) — белорусский футболист, вратарь жодинского «Торпедо-БелАЗ».

## Карьера

### «Ислочь»
Воспитанник футбольной академии минского «Динамо», в составе которого выступал в командах различных возрастов. В 2019 году футболист начал выступать за дублирующий состав минского клуба. В январе 2022 года футболист на правах арендного соглашения присоединился к «Ислочи», соглашение с которым было заключено до конца сезона. Дебютировал за клуб футболист 10 апреля 2022 года в матче против солигорского «Шахтёра», выйдя на замену на 23 минуте. По итогу сезона футболист вместе с клубом завершил чемпионат на итоговом пятом месте. На протяжении сезона футболист выступал за клуб в роли резервного вратаря, сыграв всего лишь несколько матчей. В декабре 2022 года футболист покинул клуб по окончании срока арендного соглашения.

### «Торпедо-БелАЗ»

#### Сезон 2023
В январе 2023 года футболист перешёл в жодинское «Торпедо-БелАЗ». В составе жодинского клуба футболист начинал сезон в роли одного из резервных вратарей. Вместе с клубом футболист стал обладателем Кубка Беларуси, где в финале 28 мая 2023 года жодинский клуб победил борисовское БАТЭ, однако сам футболист остался на скамейке запасных. Дебютировал за клуб футболист 28 июня 2023 года в матче Кубка Беларуси против «Лиды». В июле 2023 года футболист вместе с клубом отправился на квалификационные матчи Лиги конференций УЕФА. По итогу второго квалификационного раунда жодинский клуб уступил кипрскому клубу АЕК, завершив своё выступление в рамках еврокубкового турнира. Часть сезона футболист пропустил из-за травмы мениска, восстанавливать после операции. Свой первый матч в чемпионате футболист сыграл 28 октября 2023 года против солигорского «Шахтёра». По итогу сезона футболист вместе с клубом стал бронзовым призёром чемпионата.

#### Сезон 2024
Новый сезон футболист начал с победы за Суперкубок Беларуси, где в финале 2 марта 2024 года в серии пенальти победили минское «Динамо». В четвертьфинальных матчах Кубка Беларуси футболист вместе с клубом одержал победу над солигорским «Шахтёром», выйдя в следующий этап турнира. Первый матч в чемпионате футболист сыграл 17 марта 2024 года против дзержинского «Арсенала». В своём следующем матче 31 марта 2024 года против «Слуцка» футболист получил серьёзную травму и был заменён на 23 минуте. Вскоре в жодинском клубе сообщили, что у футболиста диагностирован частичный разрыв передней крестообразной связки, из-за чего необходимо оперативное лечение, а срок восстановления составит порядка 6 месяцев. В октябре 2024 года футболист восстановившись от травмы приступил к тренировкам с основной командой. По итогу сезона футболист вместе с клубом стал обладателем Кубка Беларуси и бронзовым призёром чемпионата.

#### Сезон 2025
В январе 2025 года футболист продлил контракт с клубом до конца 2026 года. Новый сезон начал с четвертьфинальных матчей Кубка Беларуси против брестского «Динамо», выйдя в полуфинал турнира, однако сам футболист остался на скамейке запасных. Вместе с клубом футболист стал серебряным призёром Кубка Беларуси, где в финале 24 мая 2025 года жодинский клуб уступил гродненскому «Неману». Первый матч в новом сезоне футболист сыграл 31 мая 2025 года против борисовского БАТЭ.

## Международная карьера
В 2019 году был вызван в юношескую сборную Беларуси до 17 лет. В январе 2020 года футболист вместе со сборной отправился выступать на Кубок Развития. В финале турнира футболист вместе со сборной одержал победу в серии пенальти против Таджикистана. В марте 2022 года был вызван в молодёжную сборную Беларуси для участия в отборе на молодёжный чемпионат Европы. Дебютировал за сборную футболист 29 марта 2022 года в товарищеском матче против сборной Азербайджана, выйдя на замену в начале второго тайма.

## Достижения
«Торпедо-БелАЗ»
- Обладатель Кубка Беларуси: 2022/23
- Обладатель Суперкубка Беларуси: 2024